# Mistrzostwa Świata w Biegu na Orientację 1979
Mistrzostwa Świata w Biegu na Orientację 1979 – odbyły się w dniach 2–4 sierpnia 1979 roku w Tampere, Finlandia. Zawody odbyły się w dwóch konkurencjach: bieg indywidualny i sztafety.

## Wyniki
| Bieg indywidualny                                                     | Bieg indywidualny | Bieg indywidualny | Bieg indywidualny |
| --------------------------------------------------------------------- | ----------------- | ----------------- | ----------------- |
| Parametry trasy: 15,1 km, 16 punktów kontrolnych, 430 m przewyższenia |                   |                   |                   |
| Miejsce                                                               | Kraj              | Imię i nazwisko   | Czas              |
| 1                                                                     | Norwegia          | Øyvin Thon        | 1:36:07           |
| 2                                                                     | Norwegia          | Egil Johansen     | 1:37:17           |
| 3                                                                     | Norwegia          | Tore Sagvolden    | 1:37:27           |

| Sztafety                                                            | Sztafety       | Sztafety                                                   | Sztafety |
| ------------------------------------------------------------------- | -------------- | ---------------------------------------------------------- | -------- |
| Parametry tras: 10,1 km, ? punktów kontrolnych, 250 m przewyższenia |                |                                                            |          |
| Miejsce                                                             | Kraj           | Imię i nazwisko                                            | Czas     |
| 1                                                                   | Szwecja        | Rolf Pettersson Kjell Lauri Lars Lönnkvist Björn Rosendahl | 4:12:52  |
| 2                                                                   | Finlandia      | Seppo Keskinarkaus Hannu Kottonen Risto Nuuros Ari Anjala  | 4:27:37  |
| 3                                                                   | Czechosłowacja | Petr Uher Zdeněk Lenhart Jiří Ticháček Jaroslav Kačmarčík  | 4:39:26  |

| Bieg indywidualny                                                    | Bieg indywidualny | Bieg indywidualny | Bieg indywidualny |
| -------------------------------------------------------------------- | ----------------- | ----------------- | ----------------- |
| Parametry trasy: 8,3 km, 10 punktów kontrolnych, 230 m przewyższenia |                   |                   |                   |
| Miejsce                                                              | Kraj              | Imię i nazwisko   | Czas              |
| 1                                                                    | Finlandia         | Outi Borgenström  | 59:13             |
| 2                                                                    | Finlandia         | Liisa Veijalainen | 59:47             |
| 3                                                                    | Norwegia          | Monica Andersson  | 1:02:31           |

| Sztafety                                                           | Sztafety  | Sztafety                                              | Sztafety |
| ------------------------------------------------------------------ | --------- | ----------------------------------------------------- | -------- |
| Parametry tras: 7,6 km, ? punktów kontrolnych, 180 m przewyższenia |           |                                                       |          |
| Miejsce                                                            | Kraj      | Imię i nazwisko                                       | Czas     |
| 1                                                                  | Finlandia | Leena Silvennoinen Leena Salmenkylä Liisa Veijalainen | 3:00:13  |
| 2                                                                  | Norwegia  | Anne Berit Eid Astrid Carlson Brit Volden             | 3:01:38  |
| 3                                                                  | Szwecja   | Anna-Lena Axelsson Karin Rabe Monica Andersson        | 3:02:26  |